# Biserica fortificată din Stejărișu
Biserica evanghelică fortificată din Stejărișu, comuna Iacobeni, județul Sibiu, a fost construită în secolul XIV. Ansamblul bisericii evanghelice fortificate este pe lista monumentelor istorice din 2010, cod LMI SB-II-a-A-12555, cu următoarele obiective:
- cod LMI SB-II-m-A-12555.01 - Biserica evanghelică fortificată, secolul XIV - XVI, 1861 (extindere cor);
- cod LMI SB-II-m-A-12555.02 - Turn al fostei incinte interioare, sf. sec. XV - înc. sec. XVI;
- cod LMI SB-II-m-A-12555.03 - Incintă fortificată (fragmente), cu turnuri, anexe, sf. sec. XV - înc. sec. XVI.

## Localitatea
Stejărișu, colocvial Proștea, Proști (în dialectul săsesc Priusterf, Pristref, în germană Probstdorf, în trad. "Satul Prepozitului", în maghiară Prépostfalva), este un sat în partea de est a județului Sibiu. Aparține de comuna Iacobeni. Denumirea originară germană Probstdorf înseamnă satul prepozitului . Numele indică apartenența satului la prepozitul de Sibiu, fapt atestat încă din 1223, într-un document ce reprezinta prima menționare istorică a localității. După mulți ani, prepozitul a fost desființat și Probstdorf a intrat în jurisdicția Scaunului Cincu ca și comună liberă. Din cauza inundațiilor repetate ale pârâului, satul a fost mutat mai departe de albia râului Hârtibaciu.

## Biserica
În secolul al XIV-lea a fost ridicată biserica  - sală din Stejărișu, ea având o navă dreptunghiulară și un cor poligonal. Din construcția originală s-au mai păstrat astăzi doar pereții longitudinali.
În momentul fortificării bisericii, undeva prin jurul anului 1500, s-a ridicat în partea vestică un donjon. Această caracteristică este prezentă la toate bisericile satelor învecinate. Astfel în fața bisericii apărea parterul turnului ca un portic boltit cu un portal pe latura apuseană. La primul etaj se găsea o fântână ce era alimentată de un izvor. Cu trecerea timpului turnul s-a înclinat și din cauza infiltrațiilor firului de apă ce trecea pe sub el, clopotele au fost mutate în turnul nord - estic al bisericii. Etajul inferior al donjonului a fost umplut cu pământ și pietre iar portalul apusean a fost schimbat cu un acces deschis pe latura de sud a sălii.
Sub tavanul din lemn a fost construită o boltă în stil gotic din cărămidă și prin înălțarea pereților s-a creat spațiul necesar amenajării unui etaj de apărare care se întindea până deasupra corului. Acestui etaj i s-a atașat un drum de strajă prevăzut cu o balustradă de paiantă similar bisericilor din Drăușeni și Cincșor, care-l au însă doar deasupra corului. Parapetul este sprijinit pe console din lemn și pe contraforții bisericii. La etajele de apărare, accesul se face prin catul al doilea al turnului, din care odinioară se deschidea o intrare boltită.
Biserica a fost modificată adesea. În 1860 - 1861 când bolta gotică amenința cu prăbușirea, biserica a fost modificată a treia oară. Corul a fost demolat, în locul bolții s-a construit un tavan cu stucatură iar sala s-a prelungit mult spre est, lucru observabil la cel de al doilea contrafort estic. Particularitatea contrafortului fiind poziția nenaturală a lui, el nu cade perpendicular pe perete, ci oblic, deoarece el era poziționat pe colțul corului demolat. Printr-un perete drept s-a închis noul cor și drumul de strajă, deși nu mai avea un rol defensiv, cu unul estetic, a fost refăcut peste partea nou construită.

## Fortificația
Incinta din jurul bisericii a fost ridicată la începutul secolului al XVI-lea. Forma ei a este și a fost una neregulată. Mai târziu, ea a fost dublată, excepție făcând partea de incintă din sudul edificiului. O dată cu modificările făcute ansamblului din anul 1860, partea de incintă interioară a fost demolată, materialele rămase fiind folosite la mărirea bisericii. Din această cauză, turnul din partea de nord - est se găsește astăzi complet izolat, el făcând parte inițial din structura incintei interioare. Turnul are o amprentă pătrată, are trei etaje și are dispuse metereze pe toate laturile sale, excepție făcând latura de vest, alăturată bisericii. În drumul de strajă aflat deasupra celor două etaje cu rol de locuință, se află în prezent clopotele.

## Galerie imagini

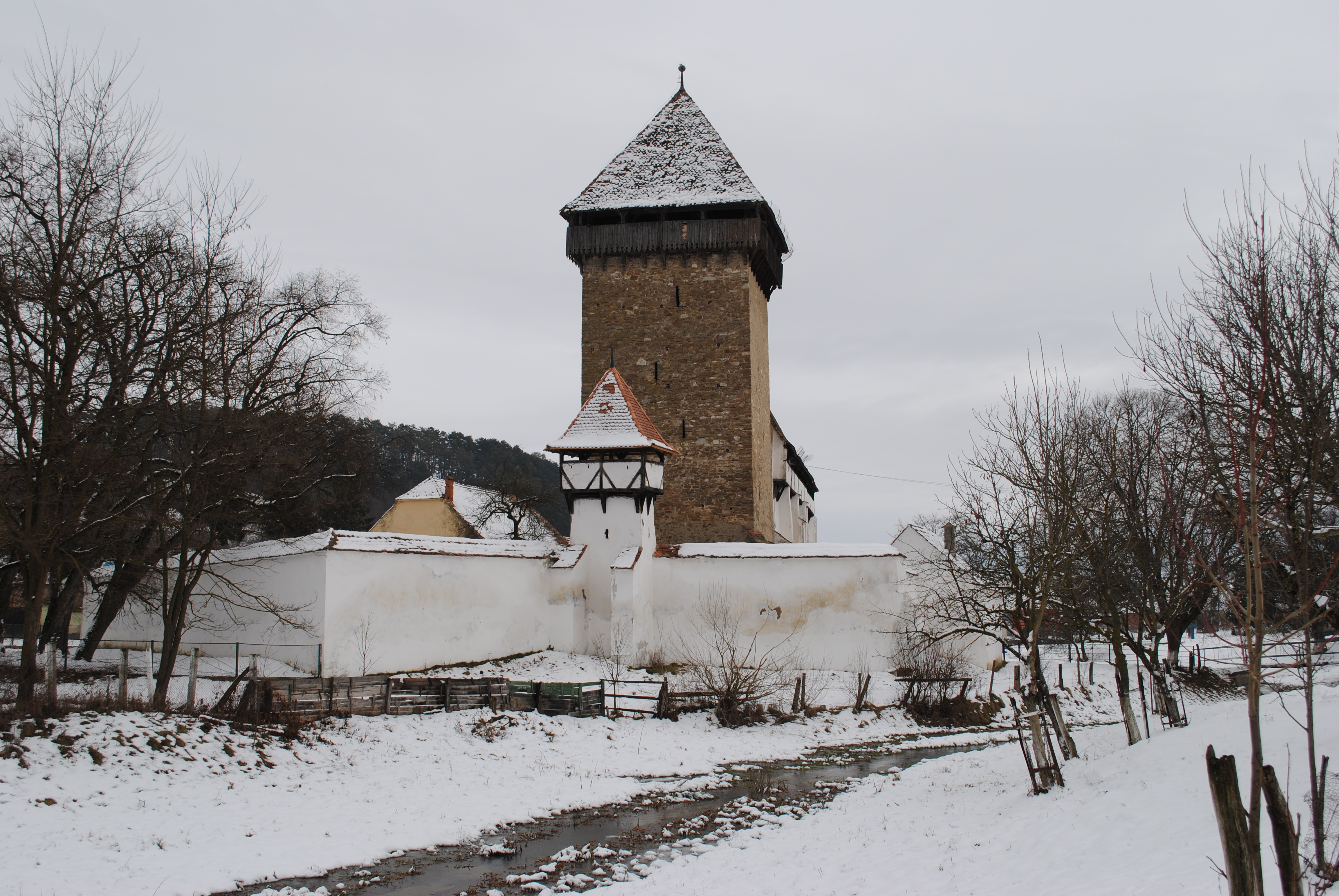
Vedere de ansamblu
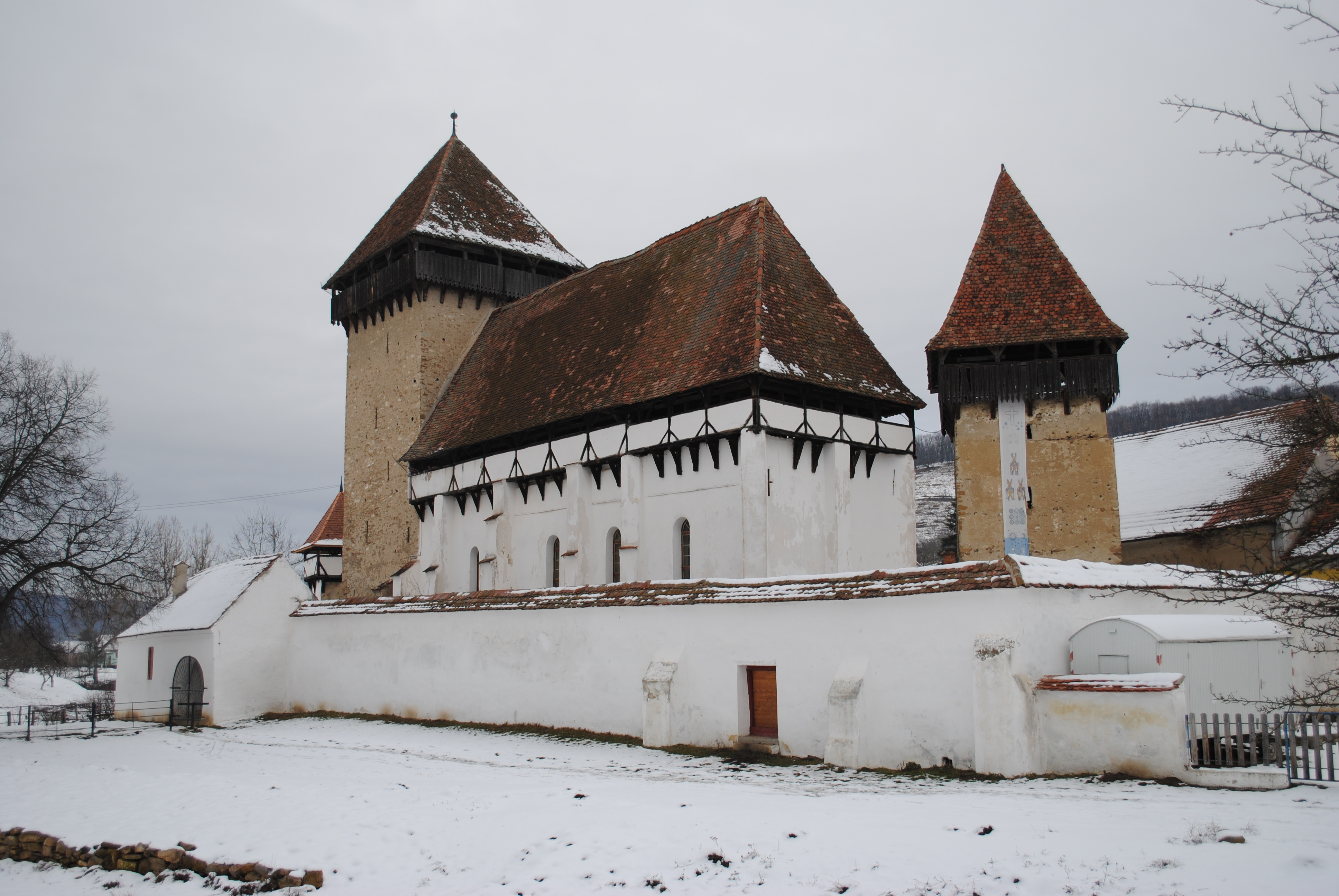
Vedere de ansamblu
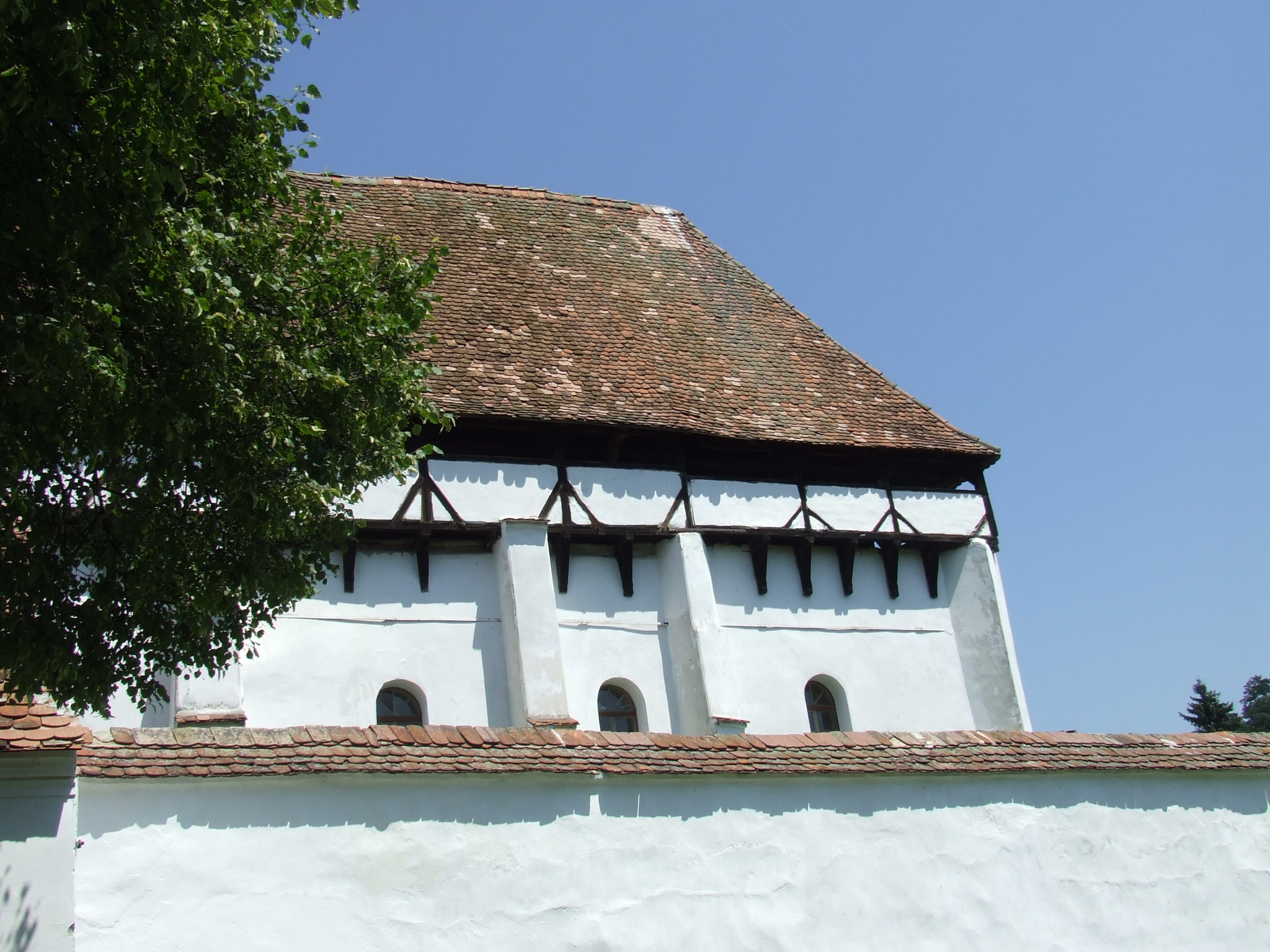
Biserica fortificată
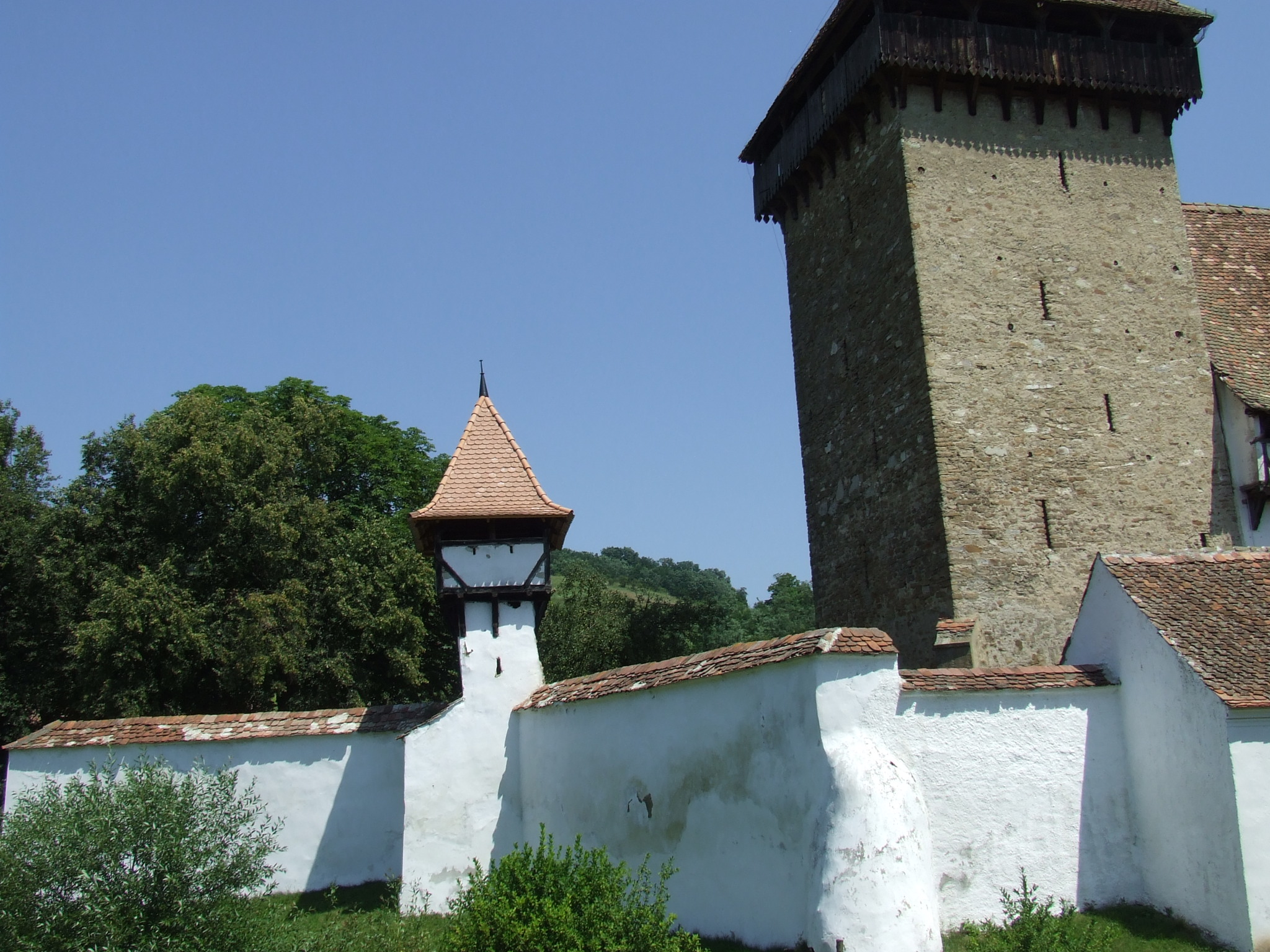
Turnuri
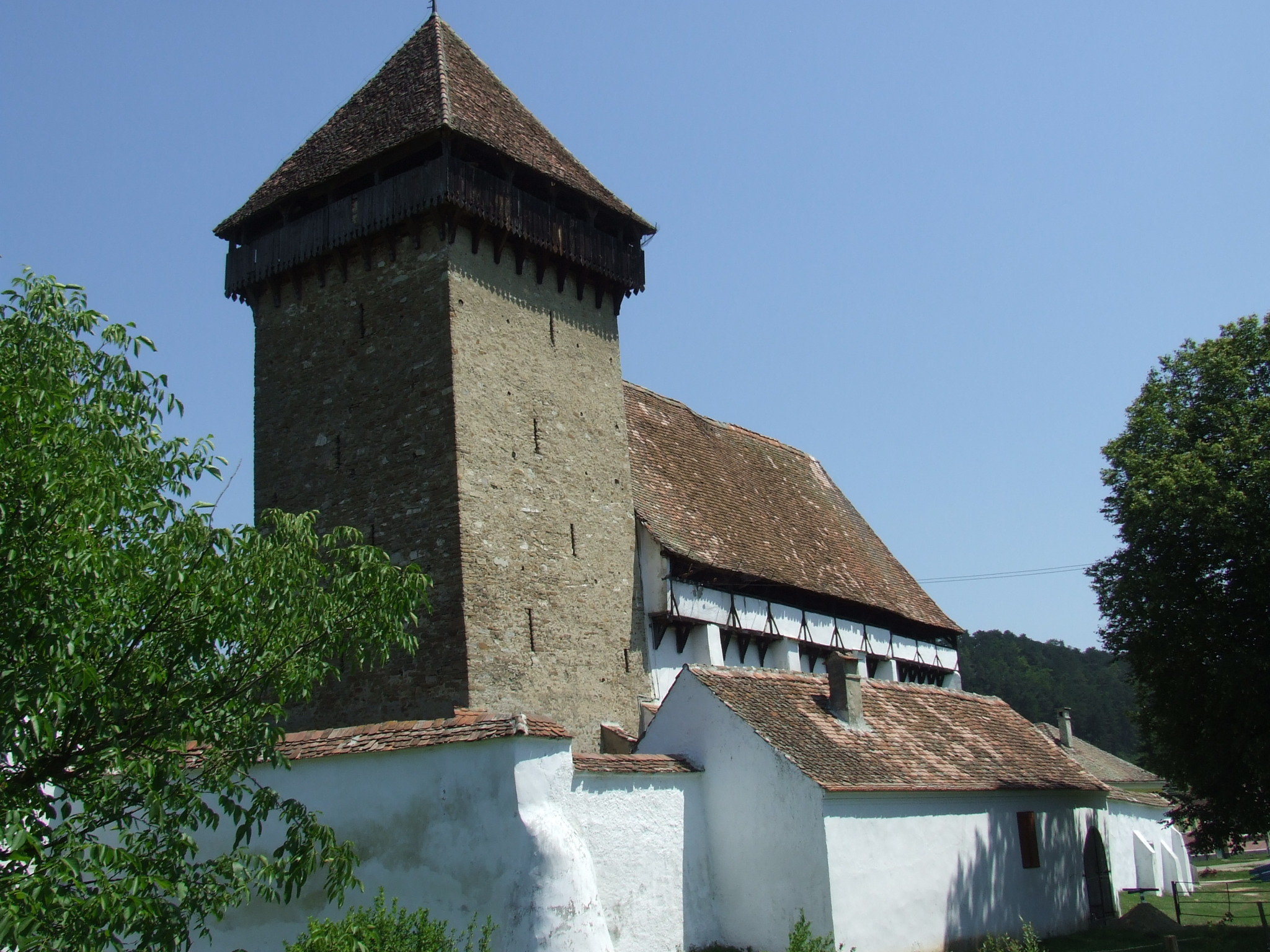
Fortificație centrală
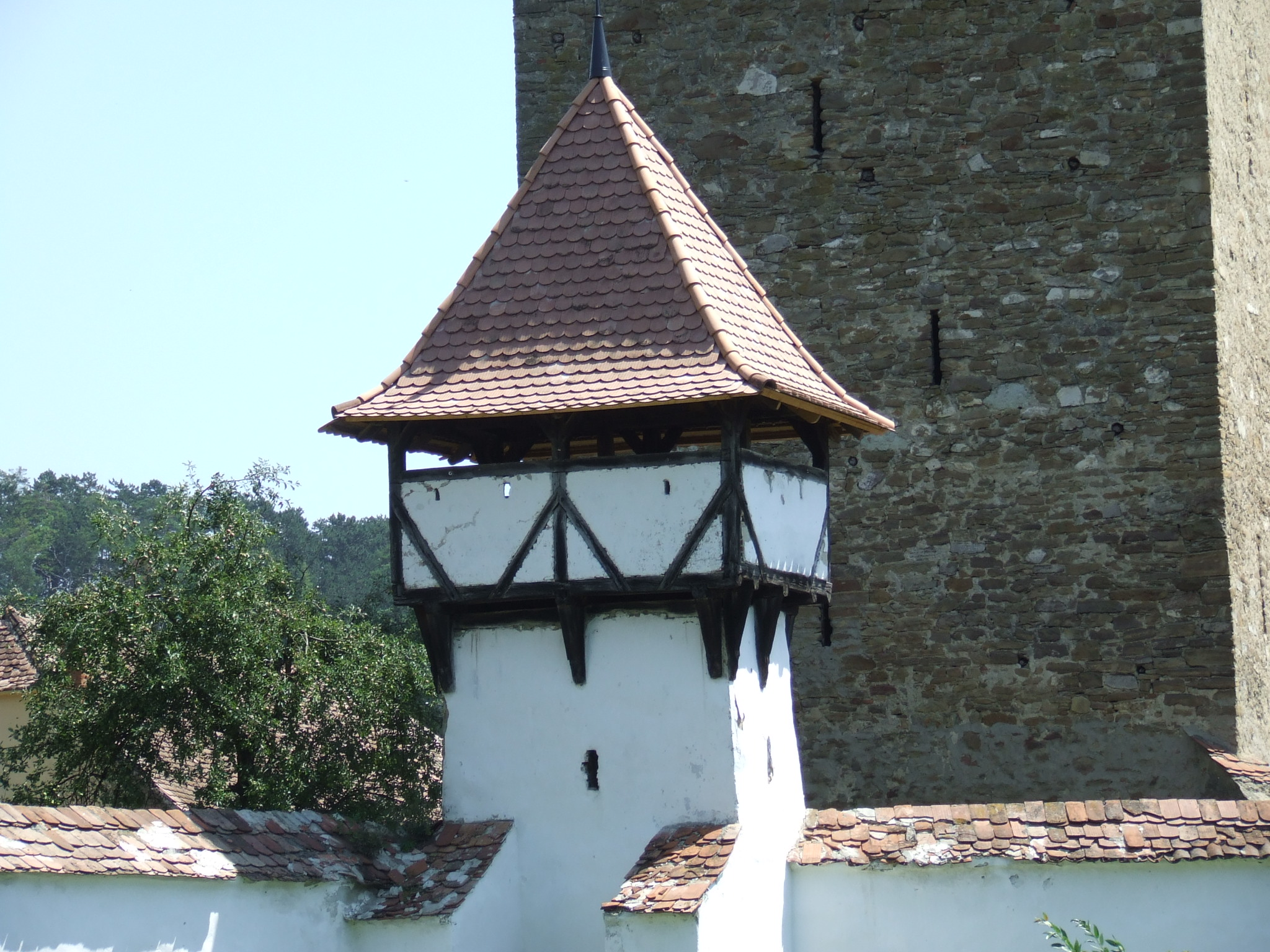
Fortificație
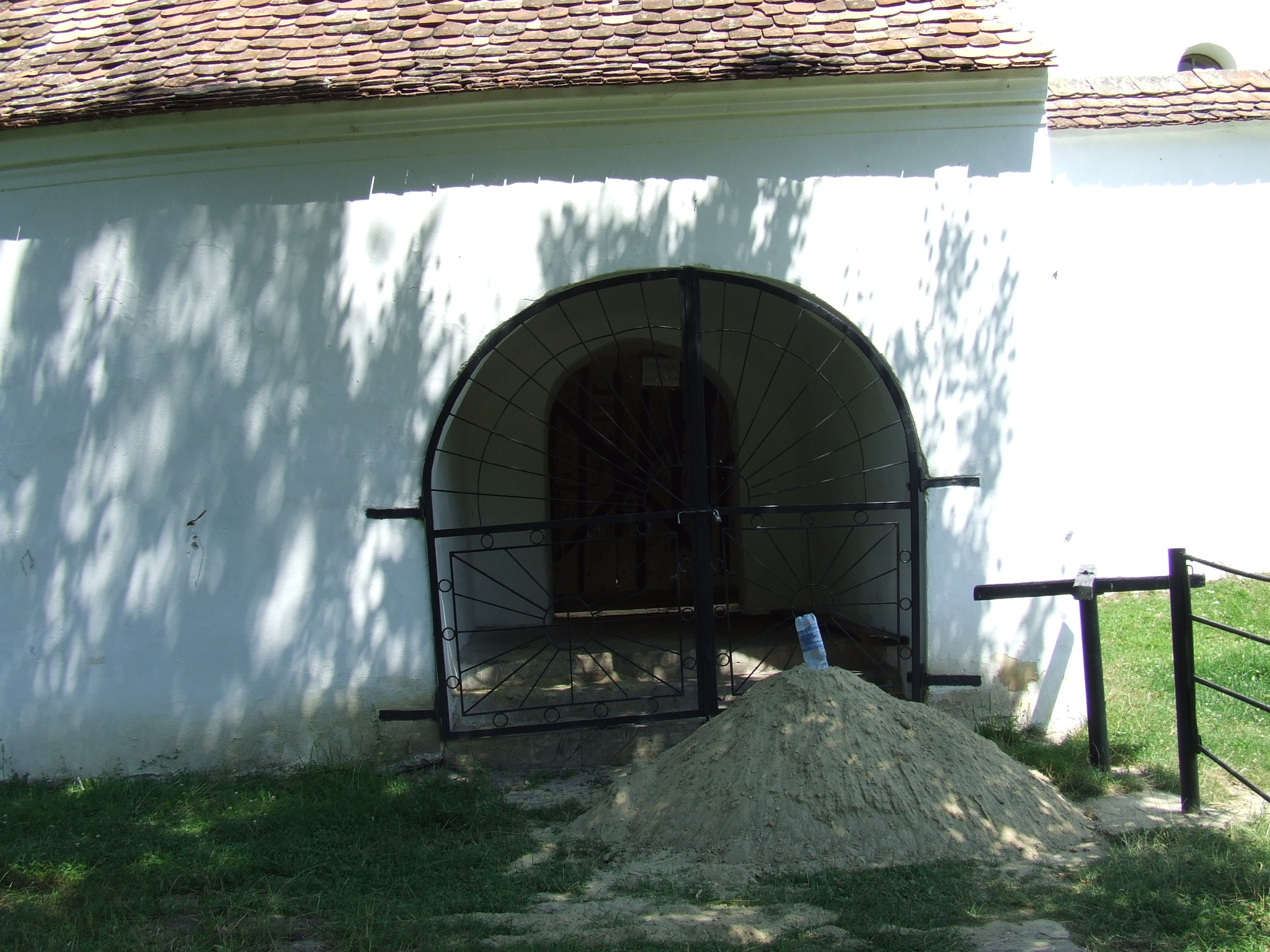
Poarta fortificației
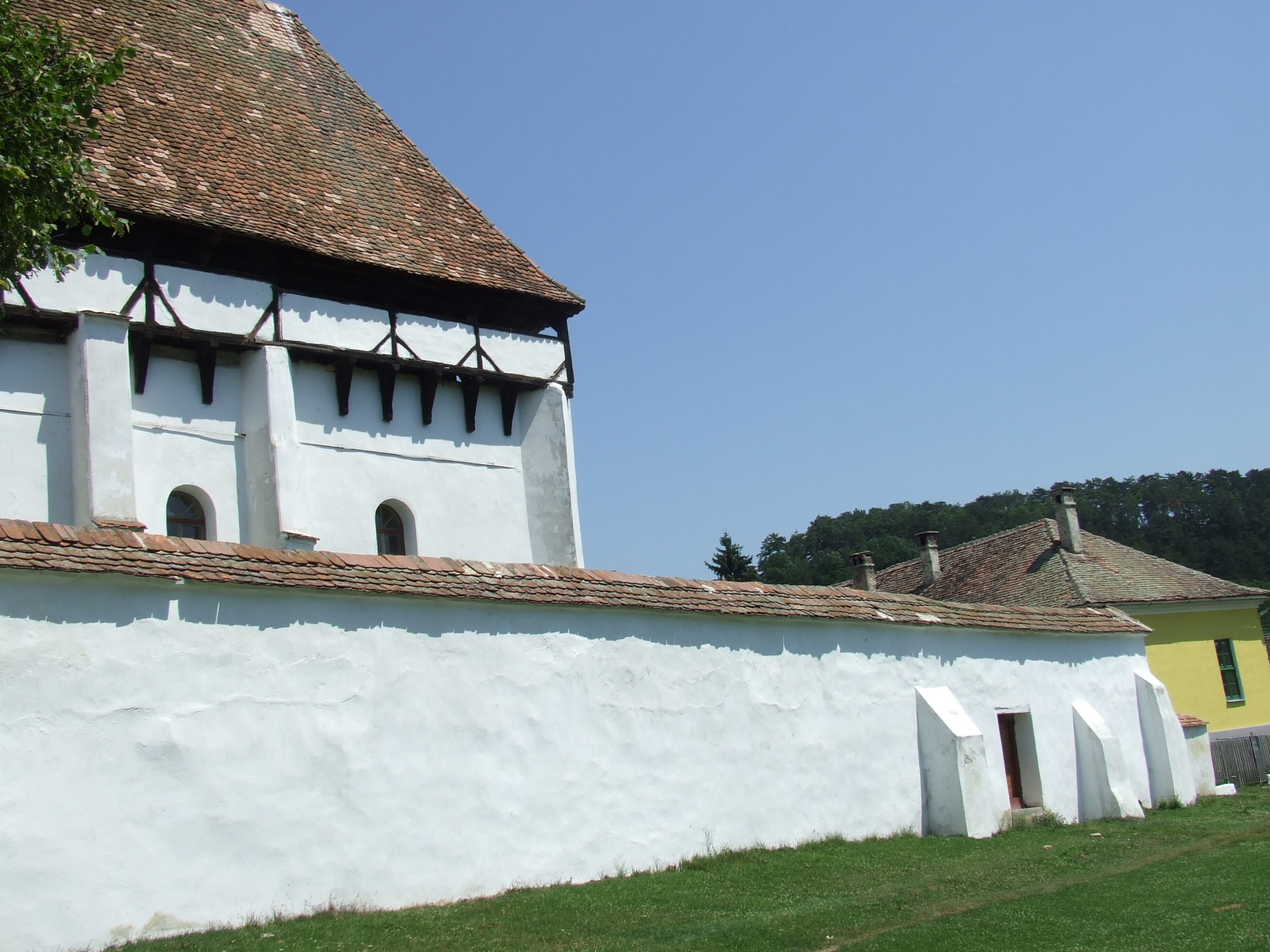
Zid exterior